# نیو ریور (مکزیک–ایالات متحده)
رودخانه جدید (اسپانیایی: Río Nuevo) از نزدیکی سرو پریتو به سمت شمال جریان دارد، از طریق شهر مخیکالی، باخا کالیفرنیا، مکزیک، به ایالات متحده از طریق شهر کالکزیکو (کالیفرنیا)، به سمت دریای سالتون می‌رود. کانال رودخانه از دوران ماقبل تاریخ وجود داشته است. رودخانه‌ای که امروزه می‌شناسیم، از شکست یک خاکریز و سیل عظیمی که دریای سالتون را پر کرد، تشکیل شده است.
جریان رودخانه عمدتاً شامل رواناب کشاورزی، فاضلاب‌های شهری و فاضلاب‌های صنعتی است. این رودخانه به عنوان آلوده‌ترین رودخانه از نظر اندازه در ایالات متحده شناخته شده است. چندین پروژه برای کاهش و تعدیل سطح آلودگی رودخانه آغاز شده است، از جمله ارتقاء زیرساخت‌های تصفیه فاضلاب و محصور کردن کانال رودخانه.

## جریان
کانال رودخانه نیو از یک دریاچه آتشفشانی در نزدیکی سرو پریتو آغاز می‌شود. امروزه این دریاچه، نیروگاه زمین‌گرمایی سرو پریتو را تغذیه می‌کند. این رودخانه ۱۵ مایل (۲۴ کیلومتر) به سمت شمال جریان دارد. از طریق باخا کالیفرنیا، و ۶۶ مایل (۱۰۶ کیلومتر) از طریق کالیفرنیا به دریای سالتون، بزرگ‌ترین دریاچه کالیفرنیا، می‌ریزد. جریان در مرز تقریباً ۲۰۰ فوت مکعب بر ثانیه (۵٫۷ متر مکعب بر ثانیه) است و حدود سه برابر بیشتر در دریای سالتون به دلیل رواناب‌های کشاورزی که در طول مسیر جمع می‌شوند.
جریان رودخانه نیو از زباله‌های کشاورزی و شیمیایی حاصل از آبیاری مزارع در ایالات متحده (۱۸٫۴٪) و مکزیک (۵۱٫۲٪)، فاضلاب مکزیکالی (۲۹٪) و کارخانه‌های تولیدی فعال در مکزیک (۱٫۴٪) تشکیل شده است. جایی که رودخانه نیو ریور از میان جاده مکزیک-ایالات متحده عبور می‌کند. در مرز جنوبی نزدیک کالکزیکو (کالیفرنیا)، کانال آن حاوی مخلوطی از حدود صد آلاینده است: ترکیبات آلی فرار، فلزات سنگین از جمله سلنیوم، اورانیوم، آرسنیک و جیوه، آفت‌کش‌ها (از جمله ددت) و پلی‌کلر بی‌فنیل. این آبراه همچنین حاوی بیماری‌زا است که باعث سل، انسفالیت، فلج اطفال، وبا، هپاتیت و حصبه می‌شوند؛ سطح بسیاری از این آلاینده‌ها، استانداردهای آژانس حفاظت از محیط زیست ایالات متحده را چند صد برابر نقض می‌کند.
باکتری کلی‌فرم مدفوعی در ایست بازرسی مرزی به ۱۰۰۰۰۰ تا ۱۶ میلیون کلونی در هر میلی‌لیتر رسیده‌اند (احتمالاً بیشتر، زیرا این آستانه ظرفیت اندازه‌گیری است)، که بسیار بالاتر از حد مجاز ۲۴۰ کلونی طبق معاهده ایالات متحده و مکزیک است. در سال ۲۰۱۷، نمونه‌های ماهانه از رودخانه نیو ریور از ۱۲۰۰۰ تا بیش از ۱۶۰۰۰۰ در هر ۱۰۰ میلی‌لیتر متغیر بود. کالیفرنیا آب را برای شنا در دمای ۴۰۰ درجه سانتیگراد ایمن می‌داند.
جریان بسیار آلوده آب ورودی به رودخانه نیو و رواناب‌های کشاورزی منجر به افزایش سطح باکتری‌ها و شکوفایی جلبکی گسترده در دریای سالتون شده است. شوری دریای سالتون به دلیل فقدان خروجی برای آب خود، تقریباً سالانه ۱٪ افزایش یافته است. افزایش دمای آب، شوری و سطح باکتری‌ها منجر به مرگ ماهیان در سال‌های ۱۹۹۲، ۱۹۹۴، ۱۹۹۶، ۱۹۹۹، ۲۰۰۶ و ۲۰۰۸ شد و زمینه‌های ایده‌آلی را برای پرورش بوتولیسم، وبا و بیماری نیوکاسل ایجاد کرد که منجر به همه‌گیری گسترده پرندگان از ۱۹۹۲ تا ۲۰۱۹ شد.
شوری دریای سالتون ۴٫۴٪ (۴٫۴ قسمت در هر ۱۰۰ قسمت) است که آن را از آب اقیانوس (۳٫۵٪ برای اقیانوس آرام) شورتر می‌کند. بسیاری از گونه‌های ماهی دیگر نمی‌توانند در دریای سالتون تولید مثل کنند یا زنده بمانند. تیلاپیا ممکن است تنها گونه ماهی باشد که می‌تواند برای مدت محدودی در آنجا دوام بیاورد. بدون احیا، احتمالاً سمیت دریای سالتون افزایش می‌یابد و همچنان یک تله بوم‌شناختی برای گونه‌های پرندگان باقی خواهد ماند.
سطوح سمی، ددت و محصول جانبی ددت به‌طور منظم در نمونه‌های رسوب گرفته شده بین سال‌های ۲۰۰۲ تا ۲۰۱۲ مشاهده می‌شود

## تاریخچه
مسیرهای مدرن رودخانه نیو و رودخانه آلامو و ایجاد دریای سالتون، به پاییز ۱۹۰۴ برمی‌گردد، زمانی که بارندگی شدید و ذوب برف باعث شد رودخانه کلرادو مجموعه‌ای از دریچه‌های اصلی کانال آلامو را زیر آب ببرد. سیل حاصل از آن به کانال سرازیر شد و یک سد دره امپریال را شکست. هجوم ناگهانی آب و عدم زهکشی از حوضه، دریای سالتون را تشکیل داد؛ رودخانه‌ها یک دریای بزرگ داخلی در سینک سالتون ایجاد کرده بودند که مرتباً طغیان می‌کرد. تقریباً دو سال گذشت تا کارگران توانستند جریان رودخانه کلرادو را کنترل کرده و جلوی سیل را بگیرند، اما رودخانه در اوایل سال ۱۹۰۷ عملاً سد شد و به مسیر عادی خود بازگشت. این سیل به‌طور قابل توجهی کانال‌های رودخانه‌های نیو و آلامو را گسترش داد. پس از تعمیر سد، همچنان مقداری آب جریان داشت، زیرا کانال‌های بزرگ‌تر، رواناب‌های کشاورزی را جمع‌آوری و به دریای سالتون منتقل می‌کردند.

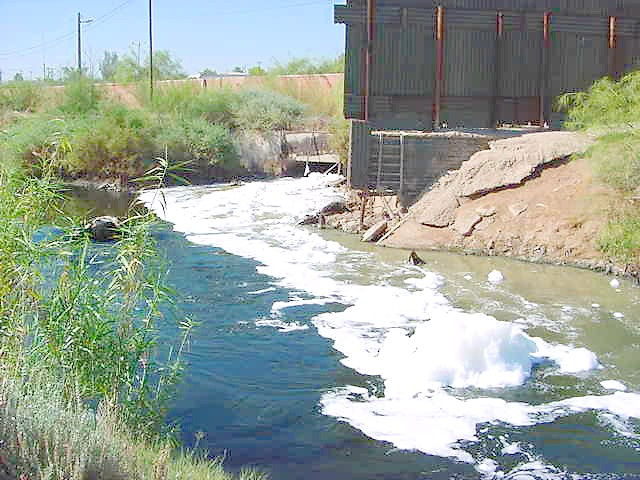
رودخانه نیو در مرز ایالات متحده و مکزیک، که کف حمل می‌کند و با فاضلاب فاضلاب بین‌المللی مخلوط می‌شود

اگرچه مستندات کاملی از آلودگی قبل از سال ۱۹۶۰ در دسترس نیست، اما سوابق نشان می‌دهد که رودخانه نیو از اواخر دهه ۱۹۴۰ به عنوان یک مشکل مهم آلودگی آب شناخته شده است. غلظت بسیار بالای باکتری کلی‌فرم مدفوعی باعث ایجاد بوی بد در هنگام ورود به ایالات متحده شد. طبق مفاد پیمان آب ۱۹۴۴ با مکزیک، ایالات متحده و مکزیک توافق کردند که مشکلات بهداشتی مرزی را حل کنند. کمیسیون بین‌المللی مرز و آب توسط دو دولت مجاز به مطالعه آلودگی رودخانه نیو از مکزیک شد.
مطالعات انجام شده در سال‌های ۱۹۴۷ و ۱۹۴۸ بر روی رودخانه نیو، را بر آن داشت تا ساخت یک تصفیه‌خانه مشترک در ایالات متحده برای تصفیه فاضلاب کالکزیکو و مکزیکالی را توصیه کند.
با افزایش انفجاری جمعیت مکزیکالی در دهه ۱۹۷۰، آلودگی نیز افزایش یافت. به دلیل زیرساخت‌های ناکافی فاضلاب، دو کشور در دهه‌های ۱۹۸۰ و ۱۹۹۰ تلاش کردند تا آلودگی این رودخانه را برطرف کنند، همان‌طور که توسط کمیسیون بین‌المللی مرز و آب وزارت امور خارجه ایالات متحده مستند شده است. در سال ۱۸۸۹ برای حفظ مرز، تخصیص آب رودخانه‌ها بین دو کشور و کنترل سیل و بهداشت آب تأسیس شد. زمانی به عنوان الگویی از همکاری بین‌المللی دیده می‌شد، اما در دهه‌های اخیر، به عنوان یک نابهنگامی نهادی که توسط مسائل اجتماعی، زیست‌محیطی و سیاسی مدرن نادیده گرفته شده، به شدت مورد انتقاد قرار گرفته است.
پس از قرارداد تجارت آزاد آمریکای شمالی در دهه ۱۹۹۰، تولیدات صنعتی به‌طور فزاینده‌ای در آلودگی نقش داشتند. حقوق محیط زیست نسبتاً سهل‌گیرانه مکزیک در مورد کارخانه‌های تولیدی یا ماکیلادوراها، به این کارخانه‌ها اجازه داد تا از رودخانه نیو به عنوان سیستم زهکشی پسماند صنعتی استفاده کنند. مخیکالی با بیش از ۱۸۰ ماکیلادورا به یک شهر مرزی شلوغ تبدیل شده است.
در دهه ۱۹۹۰، یک پروژه مشترک برای بهبود زیرساخت‌های فاضلاب مخیکالی اجرا شد. سازمان حفاظت محیط زیست ۵۵٪ از ۵۰ میلیون دلار هزینه ارتقاء تأسیسات تصفیه فاضلاب مخیکالی را پرداخت کرد، اما این بهبودها تمام فاضلاب‌های تخلیه شده به رودخانه را تصفیه نمی‌کرد. آلودگی باقیمانده هم مکزیک و هم دره امپریال در کالیفرنیا را تحت تأثیر قرار می‌دهد و در دریای سالتون رسوب می‌کند.
در سال ۲۰۱۸، ساخت و ساز روی بخشی از تیرک مهار دیوار مرزی آمریکا-مکزیک در آن سوی رودخانه آغاز شد. تا سال ۲۰۱۸، بیشتر رودخانه در مخیکالی پوشیده از آب بود، اما گاهی اوقات هنگام بارندگی، کناره‌های پوشیده رودخانه سرریز می‌شد.

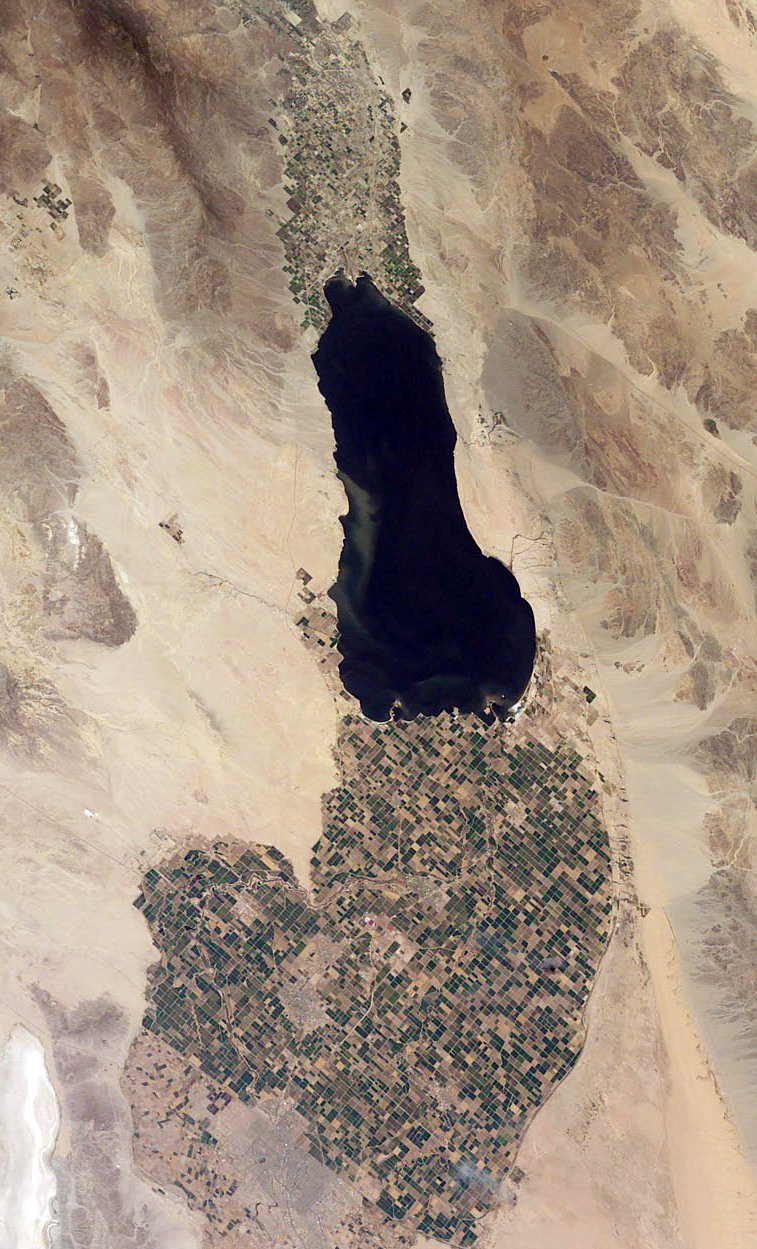
دریای سالتون و شاخه‌های آن در دره امپریال از دید شاتل فضایی.

## مسائل زیست‌محیطی
بوی رودخانه نیو در نزدیکی مرز اغلب بسیار شدید است، به خصوص در شب و در طول تابستان که دما می‌تواند به ۱۲۰ درجه فارنهایت (۴۹ درجه سلسیوس) برسد. . رودخانه نیو آنقدر آلوده است که تکنسین‌ها معمولاً هنگام آزمایش آب، دو دست دستکش، پیش‌بند و سایر لباس‌های محافظ می‌پوشند. مأموران گشت مرزی ایالات متحده دستور دارند که جز در موارد اضطراری از رودخانه دور بمانند. در ژانویه ۲۰۱۹، مواد شیمیایی، فلزات سنگین و فاضلاب خام در رودخانه نیو یافت شد. زباله‌های رها شده، حیوانات مرده و سایر ضایعات، کانال را پر کرده‌اند و کف آنها به خیابان‌های منطقه مسکونی کالکزیکو و مرکز شهر آن می‌ریزد. پشه و سایر آفت (ارگانیسم) در تابستان رشد می‌کنند. همه این عوامل تنها به افزایش خطر ابتلا کمک می‌کنند.
در سال ۲۰۰۶، از طریق یک پروژه دو ملیتی دیگر، مکزیکالی ساخت دومین مرکز تصفیه فاضلاب را برای تصفیه فاضلاب‌های ۱۰ تا ۲۰ میلیون گالون آمریکایی (۳۸٬۰۰۰ تا ۷۶٬۰۰۰ متر مکعب) به پایان رساند. در روز فاضلاب خام و تا حدی تصفیه شده که به رودخانه تخلیه می‌شد. در ماه مه ۲۰۰۵، رودخانه نیو به عنوان یکی از دو پروژه آزمایشی کیفیت آب عدالت زیست‌محیطی برای آژانس حفاظت از محیط زیست ایالت کالیفرنیا تعیین شد تا تلاش شود منابع مختلف آلودگی به‌طور مشترک بین ذینفعان مختلف مورد بررسی قرار گیرد.
دفتر ارزیابی خطرات بهداشت محیط کالیفرنیا به دلیل وجود سطوح بالای جیوه، ددت، پلی‌کلر بی‌فنیل و سلنیوم ، هشداری مبنی بر مصرف ایمن هرگونه ماهی صید شده در رودخانه نیو صادر کرده است.

### تغییرات قانونی
در ۲۵ ژوئیه ۲۰۰۵، فرماندار کالیفرنیا، آرنولد شوارتزنگر، لایحه ۳۸۷ سنا را که توسط سناتور دنیس مورنو دوچنی (دموکرات از سن دیگو) ارائه شده بود، امضا کرد که بودجه‌ای را برای پروژه بهسازی رودخانه نیو فراهم می‌کرد. شامل چهار جزء اصلی است:
1. یک صفحه نمایش زباله؛
2. ساخت یک آبگذر جعبه‌ای محصور در کنار کانال رودخانه فعلی از میان مناطق توسعه‌یافته کالکزیکو به گونه‌ای که جریان عادی بتواند به داخل آبگذر هدایت شود و در نتیجه از قرار گرفتن ساکنان در معرض آلودگی جلوگیری کرده و امکان تصفیه جریان‌های آلوده را فراهم کند.
3. ساخت تالاب‌ها برای مقابله با آلودگی کلی، از جمله آلودگی ناشی از منابع در ایالات متحده؛ و
4. ساخت کمربندهای سبز و امکانات تفریحی در دشت سیلابی بازسازی شده نیو ریور.[۱۳][۱۴]

### چشم‌انداز
طبق اعلام هیئت کنترل کیفیت آب منطقه‌ای رودخانه کلرادو، به محض بهره‌برداری کامل از تأسیسات تصفیه فاضلاب جدید، این تأسیسات ۱۰ تا ۲۰ میلیون گالون آمریکایی (۳۸٬۰۰۰ تا ۷۶٬۰۰۰ متر مکعب) در روز از فاضلاب خامی که در حال حاضر به رودخانه نیو تخلیه می‌شود. اگرچه این امر باید منجر به بهبود قابل توجه کیفیت آب رودخانه نیو در مرز، به ویژه در رابطه با بیماری‌زا و مواد مغذی شود، اما پروژه‌های دو ملیتی به تخلیه زباله به رودخانه نیو و شاخه‌های آن، مواد مغذی و عوامل بیماری‌زا از تالاب‌های تصفیه فاضلاب ساراگوسا در مخیکالی، تخلیه فاضلاب‌های صنعتی تصفیه نشده و نیمه تصفیه شده، رواناب‌های کشاورزی از دره مخیکالی و رواناب‌های شهری و طوفانی از شهرداری نمی‌پردازند.
مکزیک قصد دارد پساب تصفیه‌خانه را برای کمربند سبز در محل بازیابی کند که منجر به ۲۰ میلیون گالون آمریکایی (۷۶٬۰۰۰ متر مکعب) در روز کاهش جریان رودخانه نیو در مرز، علاوه بر ۱۰ میلیون گالون آمریکایی (۳۸٬۰۰۰ متر مکعب) پیش‌بینی‌شده در روز، کاهش جریان رودخانه در مرز، زمانی که سمپرا انرژی در مکزیکالی به ظرفیت خود می‌رسند. کاهش تخمینی جریان آب به دلیل پروژه‌هایی که طبق مفاد توافقنامه حل و فصل کمی انجام می‌شوند، و انتقال آب بین منطقه آبیاری امپریال و سازمان آب شهرستان سن دیگو، تأثیرات مخربی بر کیفیت آب دریای سالتون خواهد داشت.
طبق گفتهٔ ناحیهٔ آبیاری امپریال، اگرچه آلودگی آب در مرز یک مشکل جدی است، اما زمانی که رودخانه وارد دریای سالتون می‌شود، این مشکل «قابل توجه» نیست؛ کیفیت آب با حرکت آب به سمت شمال به دلیل اضافه شدن آب زهکش‌های کشاورزی و از طریق پاکسازی طبیعی که در فاصلهٔ ۶۰ مایل (۹۷ کیلومتر) رخ می‌دهد، بهبود می‌یابد. . آفت‌کش‌های کشاورزی هرگز در دریای سالتون در سطوحی که باعث نگرانی در مورد سلامت عمومی شود، شناسایی نشده‌اند.